# Delia andersoni
Delia andersoni är en tvåvingeart som först beskrevs av Malloch 1924.  Delia andersoni ingår i släktet Delia och familjen blomsterflugor.
Artens utbredningsområde är Kenya. Inga underarter finns listade i Catalogue of Life.